# 勧行寺 (鎌倉市)
勧行寺（かんぎょうじ）は、神奈川県鎌倉市腰越にある日蓮宗の寺院。山号は龍口山。旧本山は玉沢妙法華寺。潮師法縁。龍口寺輪番八ヶ寺の一つ。

## 歴史
- 1303年（嘉元元年） - 但馬阿闍梨日実が創建。
- 1683年（天和3年） - 火災で伽藍を焼失する。その後復興する。
- 1791年（寛政3年） - 暴風雨で被害を受ける。その後復興する。
- 1923年（大正12年） - 関東大震災で被害を受ける。その後復興する。